# Урагхен
Урагхен (также ураген; англ. uraghen, ouraghen; самоназвание: uraγәn) — диалект (или язык) туарегской этнической общности урагхен, один из диалектов (или языков) подгруппы восточный тамахак севернотуарегской группы туарегской ветви берберской семьи.
Распространён в пустынных районах Сахары на западе Ливии (на границе с Алжиром) в северной части территории муниципалитета Гат — к югу от оазиса Гхадамес и к северу от оазиса Гат (Гхат). Численность говорящих на урагхен вместе с носителями других идиомов восточнотамахакского ареала составляет около 24 тыс. человек (2005).

## Классификация
Идиом урагхен наряду с идиомами гхат, ажжер, тимасинин, имангхассатен и другими является одной из единиц, образующей группу диалектов и/или языков восточнотамахакского языкового ареала, которая противопоставляется группе западнотамахакских идиомов — ахнет, тайток, ахаггар и иссакамарен. Существует две точки зрения на статус данных идиомов. Согласно одной из них, часть рассматриваемых идиомов, включая урагхен, выделяются как отдельные языки. Согласно другой, все они считаются диалектами одного языка. Так, например, по данным лексикостатистики урагхен рассматривается как диалект языка восточный тамахак (в других классификациях — как диалект восточной диалектной группы языка тамахак). В пределах восточнотамахакского ареала урагхен с идиомами гхат и ажжер образуют диалектную группу гхат-ажжер, противопоставленную диалектам тимасинин, имангхассатен, а также туарегским диалектам оазисов Гадамес и Куфра:
- гхат-ажжер:
  - гхат; ажжер; урагхен;
- тимасинин;
- имангхассатен;
- туарегский Гхадамеса;
- туарегский Куфры.

По классификации туарегских языков, предложенной А. Ю. Айхенвальд и А. Ю. Милитарёвым, урагхен вместе с близкими ему языками гхат и ахнет входят в севернотуарегскую группу туарегской языковой ветви (кроме них в эту группу включены также языки тамахак, аир, феруан, кель герес (герес) и восточный тауллеммет).